# 平和自動車

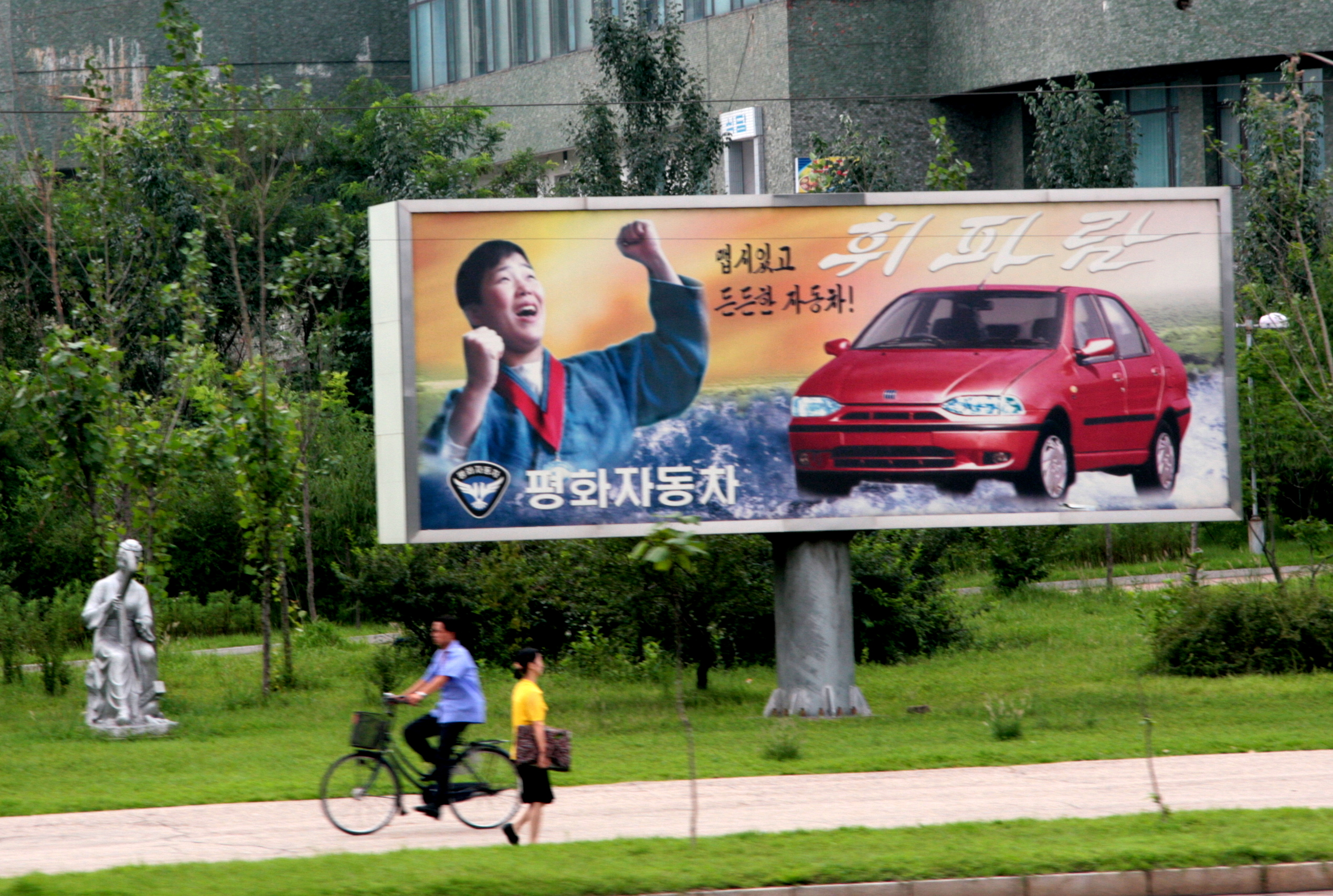
平壌市街地にある平和自動車の広告看板

平和自動車（ピョンファじどうしゃ）は、金剛山国際グループの系列の韓国の自動車メーカーのひとつ。北朝鮮に設立した合弁会社「平和自動車総会社」で生産を行っている。かつては「統一教会」（統一協会）系の企業でもあり、社長は「統一教会」（統一協会）の幹部、朴相権（パク・サングオン）であった。

## 概略
平和自動車は、北朝鮮の「朝鮮連峰総会社」と70対30の資本比率で「平和自動車総会社（Pyonghwa General Motor Company）」という合弁会社を1998年に北朝鮮に設立した。2002年4月から南浦特別市の工業団地で、イタリアのフィアット社が製造する小型セダン「シエナ」を「フィパラム」（口笛の意）の名で組み立て、販売している。「フィパラム」のほかに「ポックギ」（カッコウの意）というミニバン、SUV、ピックアップトラックなども生産している。
同社は以前ベトナムで雙龍自動車、フィアット、イヴェコの合弁会社「メコン」で「コランド」を組み立てて販売した経験があり動向が注目されていたが、2012年、統一グループは自動車事業から撤退し、食品などの流通業に転進を図る方針を打ち出している。統一教会の撤退・合弁解消後は、中国の自動車メーカー（華晨汽車、燭光汽車集団など）から部品の90%を輸入してノックダウン生産を行っている。
尚、日本国政令である「輸出貿易管理令（根拠法：外国為替及び外国貿易法）」に基づいて作成される「外国ユーザーリスト（名称：Peace Motors Corporation、Pyonghwa General Motor Company、懸念項目：生物、化学、ミサイル、核、リスト番号：395）」に掲載されているため、同社への貨物や技術の輸出は許可申請が必要となる。

## 車種一覧
- フィパラム（ベース車はフィアット・シエナ）
- フィパラムII（ベース車は華晨自動車・駿捷）
- チュンマ（ベース車は雙龍・チェアマンH）

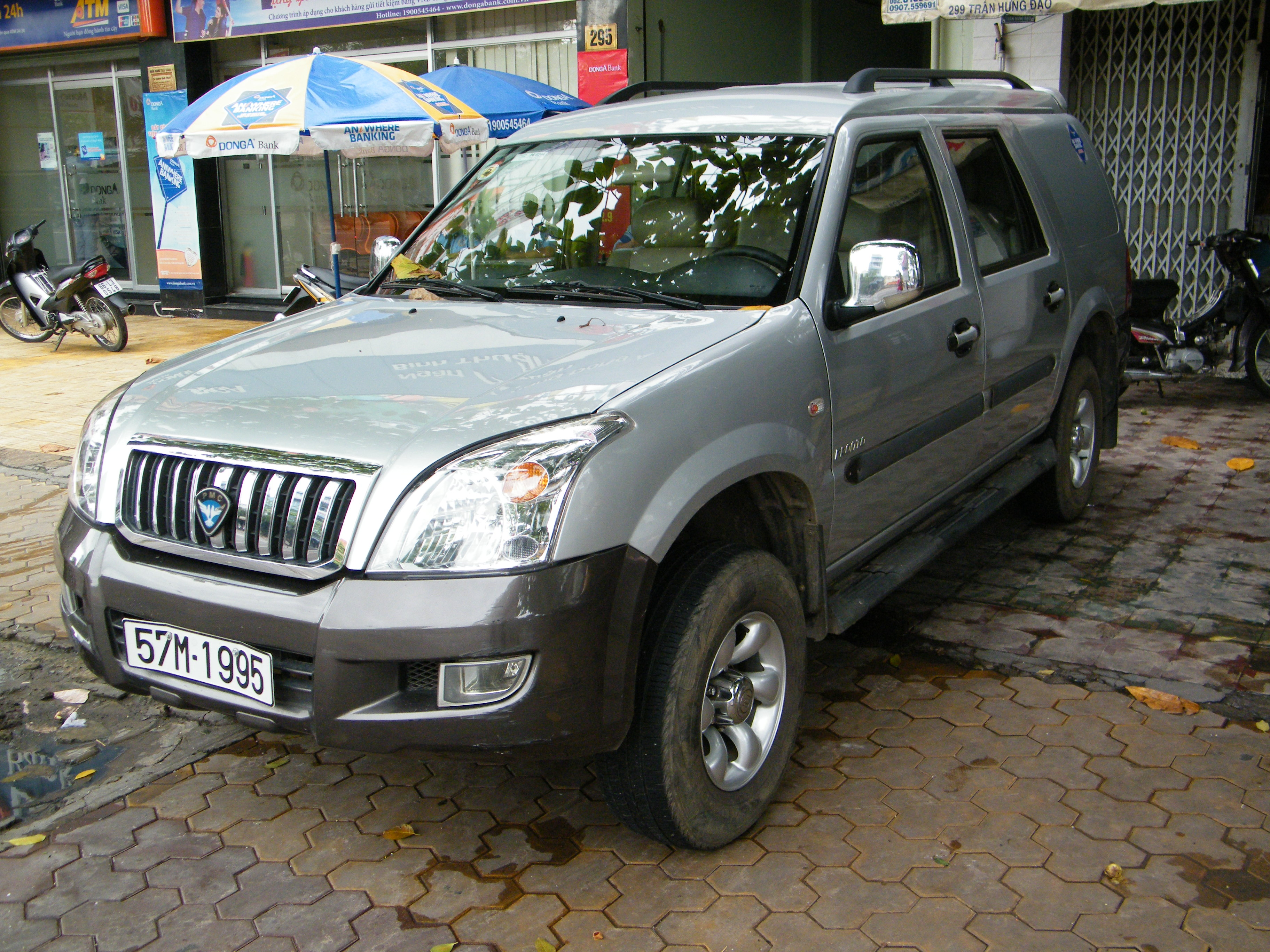
ポックギ（ベース車はフィアット・ドブロ）
- ポックギII/ポックギIII
- ポックギ4WD
- サムチョリ（金杯海狮のライセンス）

- ポックギII